# Albert von Bezold

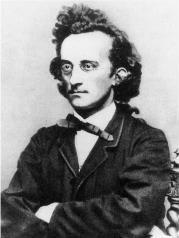
Albert von Bezold, um 1860

Albert von Bezold (* 7. Januar 1836 in Ansbach; † 2. März 1868 in Würzburg) war ein deutscher Physiologe.

## Familie
Er entstammte der Rothenburger Patrizierfamilie Bezold. Er war der Sohn des Ansbacher Arztes Christoph von Bezold (1789–1855), königlich bayerischer Regierungsrat und Kreismedizinalrat, der die bayerische Adelsanerkennung am 9. März 1843 in München erhielt mit Eintragung in die Adelsmatrikel am 19. Mai 1843, und dessen Frau Caroline Amalie Bezold, geborene von Bever. Der Reichsgerichtsrat Gustav von Bezold (1829–1892) war eines seiner sieben Geschwister.

## Leben

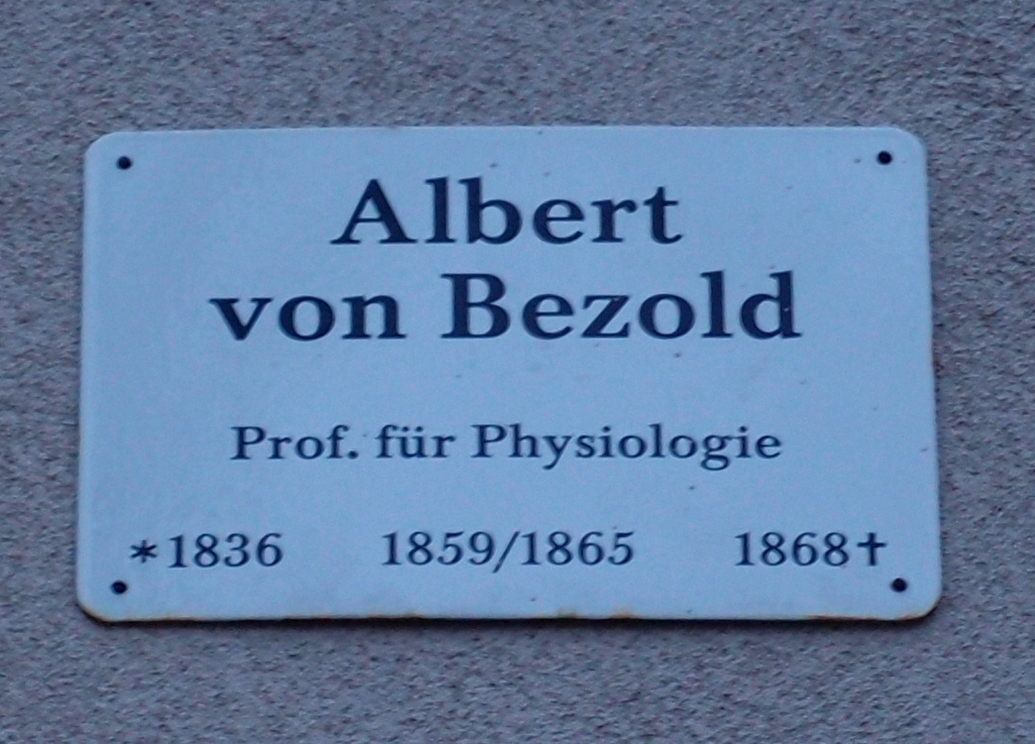
Gedenktafel für Albert von Bezold in Jena, Teichgraben 7.

Nachdem Bezold 1854 seine Schulzeit erfolgreich abgeschlossen hatte, begann er noch im selben Jahr im Alter von 17 Jahren ein naturwissenschaftliches Studium in München. 1854 erkrankte er an rheumatischem Fieber, woraus eine Herzerkrankung resultierte, die später zu seinem frühen Tod führen sollte.
1855 wechselte er an die Universität Würzburg. Hier veröffentlichter von Bezold erste wissenschaftliche Arbeiten und konnte 1857 eine Preisaufgabe zur Physiologie gekreuzter Rückenmarksbahnen gewinnen. Nach einem hervorragenden Staatsexamen wechselte von Bezold an die Universität Berlin, um bei Emil Heinrich Du Bois-Reymond zu arbeiten, wo er dessen Assistent wurde.
Von Bezold zeigte außerordentliche Begabung und wissenschaftliches Geschick. Bereits 1859 wurde er noch vor Abschluss einer Promotion als Professor Extraordinarius an die Uni Jena berufen. Er kehrte daher 1859 nach Würzburg zurück, um seine Dissertation Über die gekreuzten Wirkungen der Wirbelsäule fertigzustellen. Als Dissertation wurde die erwähnte Preisaufgabe anerkannt. Im Frühjahr 1859 begann er Forschung und Lehre in Jena. Während der Tätigkeit in Jena erschien eine Reihe von Veröffentlichungen, besonders auch Abhandlungen Über die Innervation des Herzens, die Bezolds weiteres Forschen bestimmte. Im Jahr 1861 wurde er im Alter von 25 Jahren zum Ordinarius der Physiologie ernannt. Am 14. Mai 1864 heiratete Albert von Bezold Luise Engelmann aus Leipzig, die Tochter seines Verlegers Wilhelm Engelmann.
1865 erhielt er die Berufung als Ordinarius für Physiologie an die Universität Würzburg. Er richtete ein Labor ein und begann im Wintersemester 1865/66 Vorlesungen zu halten. Die Ergebnisse seiner Forschungsarbeiten wurden unter dem Titel Untersuchungen aus dem physiologischen Laboratorium in Würzburg veröffentlicht.
Bezold stellte unter anderem Versuche zur Frage, ob die Herzbewegung mittelbar (durch vasomotorische Nerven der Herzkranzgefäße) oder unmittelbar (durch im intrakardialen Gangliensystem endende motorische Herznerven) verursacht wird, wozu er ähnlich wie John Erichsen und Peter Panum Unterbindungen der Koronarien durchführte.
Im Rahmen seiner Untersuchungen entdeckte von Bezold einen durch Veratrin vermittelten Kreislaufeffekt, der Jahre später vom Österreichischen Pharmakologen Adolf Jarisch junior genauer untersucht und als „Bezold-Effekt“ beschrieben wurde. Zur Würdigung beider Wissenschaftler hat sich der Begriff (Bezold-Jarisch-Reflex) etabliert.
Nach kurzer Tätigkeit in Würzburg erkrankte von Bezold im Dezember 1867 so schwer, dass die Vorlesungen der zweiten Semesterhälfte ausfallen mussten. Er starb in der Nacht des 2. März 1868 im Alter von 32 Jahren.

## Schriften (Auswahl)
- Ueber die Vertheilung von Wasser, organischer Substanz und Salzen im Thierreiche. In: Verhandlungen der Physikalisch-medizinischen Gesellschaft Würzburg. Band 7, 1857, S. 251–262.
- Über die gekreuzten Wirkungen der Wirbelsäule. Dissertation Universität Würzburg 1859.
- Untersuchungen über die Innervation des Herzens. 1863.